# Julie Molé
Julie Molé, née en 1767 à Paris et morte en 1832 à Paris, connue également sous les noms de Madame Molé ou comtesse de Vallivon, est une actrice de théâtre et dramaturge française de la fin du XVIIIe siècle et du début du XIXe.

## Biographie
Julie Louise Delavigne serait née à Paris en 1767,. Son acte de baptême, ses actes de mariage et son acte de décès n'ont a priori pas été reconstitués dans l'état civil de Paris.
Son nom de scène Molé viendrait de son compagnon l'acteur Louis François Molé dit Dalainville. À sa mort en 1801, elle se marie avec un certain Léger (ou Légé), accolant pour la scène ce patronyme à celui de Molé. En 1814, elle se remarie avec le comte Albitte de Vallivon, un an avant de quitter la scène.
Elle meurt à Paris en 1832.

## Carrière

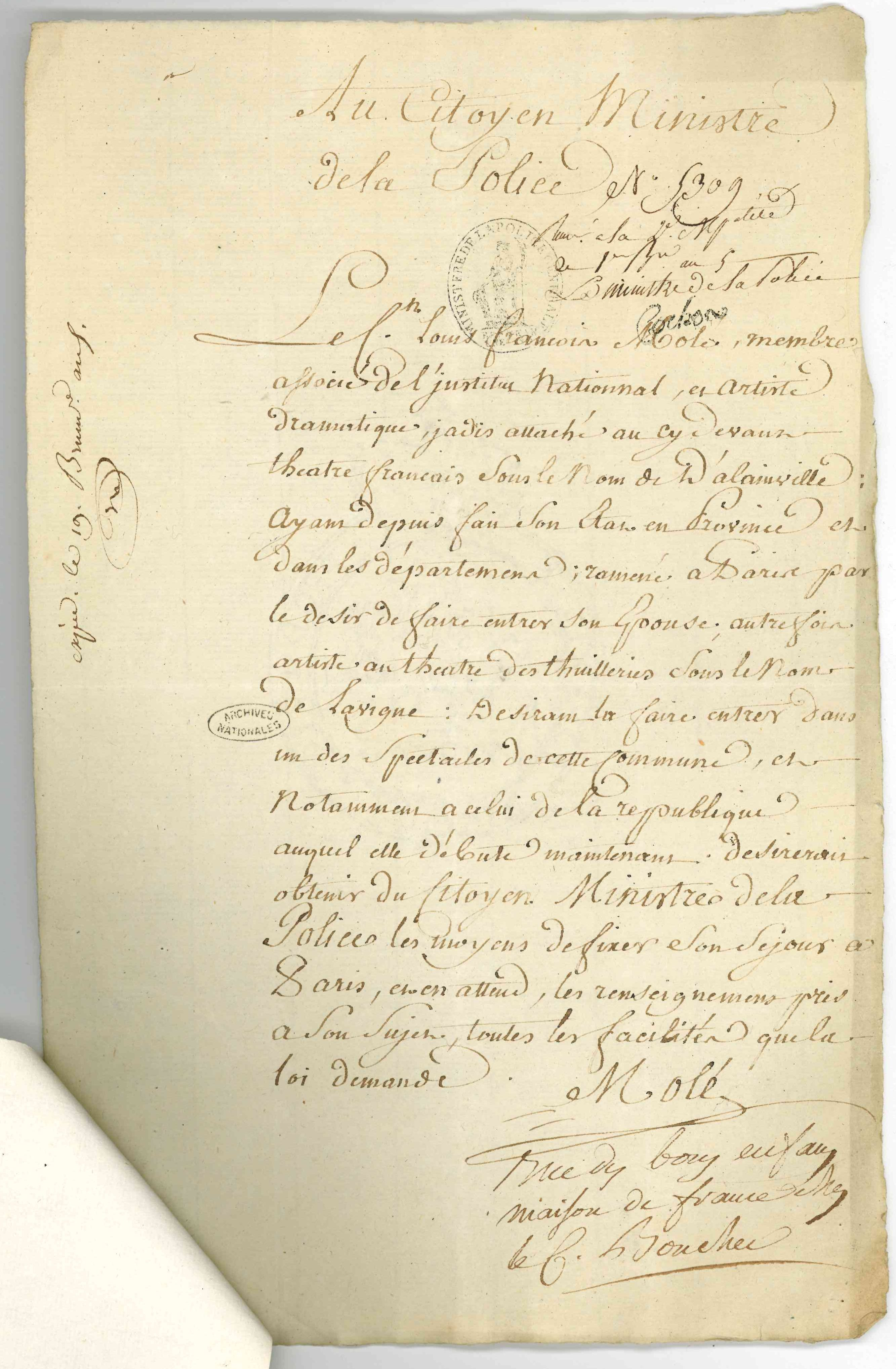
Demande de résidence à Paris, 1796

L'actrice fait probablement ses débuts au théâtre de Toulouse, dont François-René Molé et Louis-François Molé-Dalainville sont directeurs de 1779 à 1791. Julie Molé revient ensuite à Paris. Elle débute comme grande coquette le 26 mai 1789 au théâtre Feydeau. À l'été 1791, elle part en tournée à Saint-Domingue avec Molé Dalainville. Ils sont probablement sur place quand éclate la révolte des esclaves. Ses Souvenirs et Mémoires ne précisent pas les conditions de leur retour en France mais évoquent la difficulté de jouer sous la Terreur. En octobre 1796, Louis-François Molé fait une demande d'autorisation de résidence à Paris, pour lui et sa femme, précisant qu'ils viennent de Bruxelles et qu'il souhaite faire entrer Julie Lavigne dans la troupe du théâtre de la République. En décembre de la même année, elle intègre la troupe du théâtre Louvois.

### Carrière d'autrice
Le plus grand succès de Julie Molé-Léger est la pièce Misanthropie et Repentir, « prodigieux succès de larmes », drame d'August von Kotzebue qu'elle adapte pour la scène française. Les rôles principaux seront repris par Talma en 1821, mademoiselle Mars ou encore Marie Dorval en 1834, et la pièce rejouée de nombreuses fois au cours du XIXe siècle (140 fois salle Richelieu entre 1800 et 1843). Elle figure au répertoire de la Comédie-Française, chose peu fréquente pour les œuvres de femmes comme le relève la presse en 1883, à l'occasion de la représentation de Mademoiselle du Vigean, de Simone Arnaud. Ses relations avec les critiques théâtrales semblent néanmoins compliquées, certains l'accusant à demi mot d'avoir utilisé une traduction déjà faite. Les pièces qu'elle écrit par la suite sont difficiles à monter ; d'après ses mémoires, elle aurait même caché être l'auteure de L'Orgueil puni jusqu'à la première représentation.

#### Œuvres identifiées
- Misanthropie et Repentir, drame d'August von Kotzebue en 5 actes, adapté par Julie Molé, joué à partir du 28 décembre 1798 au théâtre de l'Odéon, publié en 1819[11], puis réédité. La pièce en est à sa soixantième représentation lorsque arrive l'incendie du théâtre de l'Odéon le 18 mars 1799 ; les représentations se poursuivent au théâtre du Grand Opéra, au théâtre de Favart, ou encore au théâtre de Feydeau[7],[11],[12].
- L'Orgueil puni    (Wikisource), comédie en 1 acte, représentée pour la première fois le 27 mars 1809 au théâtre de l'Impératrice[13],[14] ;
- Suite de Misanthropie et Repentir, pièce en 5 actes, reçue à la Comédie française
- Le Sultan de vingt-quatre heures, comédie en 3 actes
- Le Méfiant (décembre 1813) ; une représentation sera donnée le 14 février 1815 pour son bénéfice, à l'occasion de sa retraite[4].

Julie Molé-Léger a par ailleurs rédigé des Souvenirs et Mémoires sur le Théâtre à Paris (1796-1815), en partie publiés en 1900.

### Carrière d'actrice
« Madame Molé » fait partie de la troupe de l'Odéon, « tenant l'emploi des caractères » pendant 17 ans. On la retrouve sur les scènes du théâtre de l'Odéon, puis du théâtre de l'Impératrice, dans de nombreuses pièces de Louis-Benoît Picard, ou encore d'Alexandre Duval.
- 1791 (août) : Théâtre du Cap-Haïtien :
  - Zaïre de Voltaire, suivie d'Ariane abandonnée
  - Les Dehors trompeurs de Boissy : la comtesse
  - Céphise, ou l'Erreur de l'esprit de Marsollier : Céphise
- 1798 (19 novembre) : Le Voyage interrompu de Picard : Mme Dercour[15]
- 1798 (28 décembre) : Misanthropie et Repentir (August von Kotzebue et elle-même) : la comtesse de Walberg, Théâtre de l'Odéon[9]
- 1799 (27 février) : Les Deux Veuves de Rigaud, Théâtre de l'Odéon[16]
- 1801 (9 mai) : La Petite Ville de Picard, comédie en 4 actes : Mme Guibert, Théâtre Français[17]
- 1802 (22 janvier) : Les Provinciaux à Paris de Picard, Théâtre Louvois[18]
- 1803 (23 novembre) : Monsieur Musard, ou Comme le temps passe de Picard : Mme Musard, Théâtre Louvois[19]
- 1804 (28 janvier) : Le Trésor d’Andrieux : Mme Jaquinot, Théâtre Louvois
- 1804 (2 octobre) : L'Acte de naissance de Picard : Mme de Rosemont, Théâtre de l'Impératrice[20]
- 1805 (9 mars) : Le Menuisier de Livonie d’Alexandre Duval : Mme Fritz, Théâtre de l'Impératrice[21]
- 1805 (21 mai) : Le Portrait du duc de Pain : Mlle de Waldenbourg, Théâtre de l'Impératrice[22]
- 1805 (27 novembre) : L'Avare fastueux de Saint-Just : Mme Fondor, Théâtre de l'Impératrice[23]
- 1806 (16 octobre) : Monsieur Beaufils de Jouy : Mlle de Versec, Théâtre de l'Impératrice
- 1807 (24 septembre) : Le Volage ou le Mariage difficile de Caigniez : Mlle Arsène, Théâtre de l'Impératrice[24],[25]
- 1808 (mars) : La Tapisserie d’Alexandre Duval : Mlle de Grandpré
- 1808 (14 novembre) : Les Querelles des deux frères de Collin d'Hallerville, Théâtre de l'Impératrice[26]
- 1808 (16 juillet) : Les Amours de Bayard de Montvel, Théâtre de l'Impératrice[27]
- 1810 (18 janvier) : L'Alcade de Molorido de Picard : Thérésina, Théâtre de l'Odéon[28]
- 1810 (6 novembre) : La Nouvelle Cendrillon de Rougemont et Périn : la mère, Théâtre de l'Impératrice[29]
- 1811 (28 mai) : La Vieille Tante ou les Collatéraux de Picard : Mme Sinclair, Théâtre de l'Impératrice[30]
- 1815 (14 ou 15 février, pour sa dernière sur scène[31]) : 
  - La Vieille Tante de Picard
  - Henri IV et le Laboureur de Villemain d’Abancourt
  - Le Renard et le Corbeau